# Sutton Coldfield Town FC
Sutton Coldfield Town FC (celým názvem: Sutton Coldfield Town Football Club) je anglický fotbalový klub, který sídlí ve městě Sutton Coldfield v metropolitním hrabství West Midlands. Založen byl v roce 1879 pod názvem Sutton Town FC. Od sezóny 2018/19 hraje v Southern Football League Division One Central (8. nejvyšší soutěž). Klubové barvy jsou modrá a bílá.
Své domácí zápasy odehrává na stadionu Coles Lane s kapacitou 2 000 diváků.

## Historické názvy
Zdroj: 
- 1879 – Sutton Town FC (Sutton Town Football Club)
- 1964 – Sutton Coldfield Town FC (Sutton Coldfield Town Football Club)

## Získané trofeje
- Birmingham Senior Cup ( 1× )
  - 2010/11

## Úspěchy v domácích pohárech
Zdroj: 
- FA Cup
  - 1. kolo: 1980/81, 1992/93
- FA Trophy
  - 3. kolo: 2004/05

## Umístění v jednotlivých sezonách
Stručný přehled
Zdroj: 
- 1950–1954: Birmingham Combination
- 1954–1955: Birmingham & District League (Southern Division)
- 1955–1960: Birmingham & District League (Division Two)
- 1960–1962: Birmingham & District League
- 1962–1965: West Midlands Regional League
- 1965–1968: Worcestershire Combination (Division One)
- 1968–1979: Midland Combination (Division One)
- 1979–1982: West Midlands Regional League (Premier Division)
- 1982–1983: Southern Football League (Midland Division)
- 1983–1984: Southern Football League (Premier Division)
- 1984–1999: Southern Football League (Midland Division)
- 1999–2006: Southern Football League (Western Division)
- 2006–2010: Southern Football League (Division One Midlands)
- 2010–2015: Northern Premier League (Division One South)
- 2015–2018: Northern Premier League (Premier Division)
- 2018– : Southern Football League (Division One Central)

Jednotlivé ročníky
Zdroj: 
Legenda: Z – zápasy, V – výhry, R – remízy, P – porážky, VG – vstřelené góly, OG – obdržené góly, +/- – rozdíl skóre, B – body, červené podbarvení – sestup, zelené podbarvení – postup, fialové podbarvení – reorganizace, změna skupiny či soutěže
| Sezóny  | Liga                                             | Úroveň | Z  | V  | R  | P  | VG | OG  | +/- | B  | Pozice |
| ------- | ------------------------------------------------ | ------ | -- | -- | -- | -- | -- | --- | --- | -- | ------ |
| 2009/10 | Southern Football League (Division One Midlands) | 8      | 42 | 22 | 11 | 9  | 93 | 61  | +32 | 77 | 6.     |
| 2010/11 | Northern Premier League (Division One South)     | 8      | 42 | 23 | 6  | 13 | 89 | 60  | +29 | 75 | 6.     |
| 2011/12 | Northern Premier League (Division One South)     | 8      | 42 | 16 | 7  | 19 | 72 | 63  | +9  | 55 | 12.    |
| 2012/13 | Northern Premier League (Division One South)     | 8      | 42 | 22 | 8  | 12 | 81 | 61  | +20 | 74 | 6.     |
| 2013/14 | Northern Premier League (Division One South)     | 8      | 40 | 19 | 7  | 14 | 74 | 53  | +21 | 64 | 6.     |
| 2014/15 | Northern Premier League (Division One South)     | 8      | 42 | 25 | 8  | 9  | 75 | 41  | +34 | 83 | 4.     |
| 2015/16 | Northern Premier League (Premier Division)       | 7      | 46 | 17 | 11 | 18 | 59 | 66  | -7  | 62 | 12.    |
| 2016/17 | Northern Premier League (Premier Division)       | 7      | 46 | 12 | 11 | 23 | 49 | 79  | -30 | 47 | 20.    |
| 2017/18 | Northern Premier League (Premier Division)       | 7      | 46 | 10 | 6  | 30 | 52 | 108 | -56 | 35 | 24.    |
| 2018/19 | Southern Football League (Division One Central)  | 8      | 38 |    |    |    |    |     |     |    |        |

Poznámky
- 2017/18: Klubu byl svazem odebrán jeden bod za porušení stanov soutěže.[3]